# Наташа Тапушковић
Наташа Тапушковић (рођ. Шолак; Крушевац, 27. август 1975) српска је глумица. Најпознатија је по улози Данице у филму „Лајање на звезде”, главној женској улози Сабахе у Кустурицином филму „Живот је чудо” из 2004. године и улози Лидије у филму „Шишање” Стеве Филиповића.

## Детињство и младост
Мајка јој је била медицински радник, док се отац бавио економијом и географијом. Први наступ био јој је у вртићу, када је пред аудиторијумом у Дому омладине рецитовала песму „Сунце“. Она је хтела да студира књижевност. Пред крај средње школе, гледајући другаре који се спремају за упис на ФДУ и сама одлучује да проба да упише глуму. Положила је пријемни испит из првог пута, код захтевног професора Владимира Јевтовића. Дипломирала је 1998. године. На класи је била са Љубом Бандовићем, Мином Лазаревић, Андрејом Шепетковским, Весном Станковић, Небојшом Миловановићем.
Улога која ју је прославила је Даница у филму „Лајање на звезде”, из 1998. године.

## Улоге
| Год.  | Назив                          | Улога                      |
| ----- | ------------------------------ | -------------------------- |
| 1997. | Покондирена тиква              | Евица                      |
| 1998. | Лајање на звезде               | Даница Јанковић            |
| 1998. | Обећана вечност                | Девојка                    |
| 1998. | Црвено, жуто, зелено ... крени | Девојка                    |
| 1999. | Пролеће у Лимасолу             | Вања Теодоровић            |
| 2004. | Живот је чудо                  | Сабаха                     |
| 2006. | Живот је чудо (ТВ серија)      | Сабаха                     |
| 2007. | Позориште у кући               | Олга Петровић              |
| 2008. | Последња аудијенција           | краљица Наталија Обреновић |
| 2010. | Шишање                         | Инспекторка Лидија         |
| 2012. | Фолк                           | учитељица Слађа            |
| 2013. | Balkan is not dead             | Елени                      |
| 2014. | Тенор                          | Мелина                     |
| 2015. | Споменик Мајклу Џексону        | Љубинка                    |
| 2016. | Disquiet                       | Мајка                      |
| 2020. | Пролеће на последњем језеру    | Фрау Штилике               |
| 2022. | Комедија на три спрата         | Марија                     |